# Hebden Bridge
Hebden Bridge er en by i West Yorkshire i Storbritannien. Byen har ca. 4.500 indbyggere. Byen er Ed Sheerans fødeby.
53°44′31″N 2°00′32″V / 53.742°N 2.009°V